# Web-to-Print
Web-to-Print — це Інтернет-платформа, що надає можливість самообслуговування замовникам поліграфічної продукції.
Також Web-to-Print є визначенням процесу з розміщення поліграфічних замовлень через Інтернет, коли замовник розміщує макет, обирає матеріал для друку, постдрукарські ефекти, наклад, термін виготовлення замовлення, оплачує вартість друкування й називає адресу, за якою замовлення треба доставити, чи обирає інший варіант отримання макету.
Іноді так само називають програмне забезпечення, призначене для управління процесом Web-to-Print.
Фактично, Інтернет надав поліграфії новий імпульс у розвитку і породив цілий напрямок, пов'язаний із замовленням продукції через Мережу (Web-to-Print).
Jim Frew вперше публічно вжив термін «Web-to-Print» у мережі у статті під назвою " From Web to Print " на Інтернет-ресурсі WebMonkey для вебдизайнерів 9 Лютого 1999 року. Статтю було спрямовано на вебдизайнерів, які хотіли б знати більше про DTP і комерційні, технічні та дизайнерські аспекти друкарського процесу.

## Як це працює?
Якщо у 2000 р. лише 3 % поліграфічних замовлень у світі надходило з Інтернету, то у 2010 р. — 15 %, в 2014 р. — 22 %, а в 2016 р. — 28 %.
Практично на всіх європейських та світових ринках можливості встановленого друкарського устаткування перевищують ринкові потреби. Тому власники сервісів Web-to-Print отримують можливість вибудовувати бізнес, не вкладаючи капітальні інвестиції в обладнання. Сервіси онлайн поліграфії формують мережу партнерських друкарень, тобто їхні клієнти можуть замовляти друк в онлайні в друкарні, розташованій якомога ближче до власних офісів, і отримувати продукцію вже на наступний ранок після замовлення і швидше (це принцип т. зв. розпорошеного друку).
На глобальних ринках частина сервісів Web-to-Print, спрямована на сегмент B2B: такі підприємства генерують з різних замовлень «спуски» (макети друкованих аркушів майбутньої продукції) і передають їх у друкарні. Крім електронного «спуску» до друкарні передається набір етикеток для готової продукції. Завдання друкарні — видрукувати, порізати продукцію, розкласти її по палетах і наклеїти етикетки. Після цього у справу вступають логісти.
Друга модель відома по роботі глобальних сервісів Vistaprint та Flyeralarm. Ці друкарні самостійно генерують потік замовлень від клієнтів категорій В2В і В2С, і самі ж виконують замовлення, після чого здійснюють логістику. Ймовірно, до їхніх послуг можуть вдаватися і спеціалізовані сервіси із залучення одиничних замовлень. Але в цьому випадку шлях замовлення до клієнта дещо подовжується.
За технологією Web-to-Print виготовляється здебільшого типова акцидентна продукція: візитівки, флаєри, листівки, буклети; також через Інтернет можна замовляти паперово-білові вибори, конверти, хенгери, поштівки, продукцію широкоформатного друку — павуки, ролл-апи, пресс-воли, штендери тощо.
За принципом Web-to-Print можна залучати не лише замовлення з виготовлення продукції, але й замовлення з надання друкарських послуг. Наприклад, широкоформатний друк на папері для лайтбоксів, банерній тканині Frontlit, Backlit, холсті.
Низка друкарень та виробничих структур в Україні приймають онлайн-замовлення на виготовлення рекламно-сувенірної продукції (запальнички, флешки, годинники із нанесеним зображенням тощо).
Досить перспективним напрямком є залучення замовлень з друку на одязі (футболки, поло, товстівки, реглани, блайзери) за принципом Web-to-Print.
Окремі друкарні за принципом Web-to-Print залучають замовлення й на виготовлення багатосторінкової продукції, яка «складається» з «деталей» продуктів акцидентного друку. Наприклад, брошура на скобу формату А5 — це «похідний» продукт від листівки формату А4.

## Типи сервісів Web-to-Print
Сервіси Web-to-Print (Поліграфії Онлайн) працюють за схемами В2С або В2В.
Моделі роботи Інтернет-магазину з кінцевими замовниками (В2С) та посередниками (а також представниками корпоративного бізнесу — В2В) суттєво відрізняються.
Агрегатори замовлень через Інтернет, що залучають замовлення від обох цільових аудиторій, надають користувачам вибір: працювати на загальних підставах як фізична особа і користуватися перевагами для клієнтів категорії В2С або реєструватися як посередник чи представник корпоративного бізнесу (В2В) і претендувати на дисконт. Але при цьому надавати готові макети, не мати претензій до адміністрації ресурсу, якщо у браці винен користувач.
Сервіс Web-to-Print, що працює за схемою B2C (розрахований на широкі верстви населення), включає:
• фіксований набір поліграфічної продукції з певними цінами та мінімальними варіаціями (наприклад, візитівки одно- та двосторонні, з ламінуванням/без);
• набір шаблонів з можливістю введення своїх даних (спрощений редактор);
• функціональний редактор для створення власних макетів онлайн;
• систему оплати банківськими картами;
• систему стеження за виконанням замовлення.
Розширенню можливостей сервісів Web-to-Print сприяє й опція механічного доопрацювання макетів замовників. Якщо сайт через якісь причини не пропускає макет, клієнт може звернутися по допомогу до дизайнерів агрегатора замовлень через Інтернет і замовити послугу з адаптації макету до друку. При завантаженні макета користувачеві на вибір можуть запропонувати автоматичну або ручну його перевірку.
Якщо Інтернет-платформа із залучення поліграфічних замовлень спрямована на сегмент B2B, стає непотрібним редактор (підприємства та рекламні агенції працюють з найманими дизайнерами), а система оплати замінюється системою генерації рахунків. Крім того, Web-to-Print для сегменту В2В потребує механізму аутентифікації існуючих клієнтів. Ціни на продукцію в такому випадку — предмет домовленості сторін.
За розташуванням і правом власності на програмне забезпечення (ПЗ) всі технології Web-to-Print поділяються на дві великі групи:
1) Власні рішення Web-to-Print поліграфічних підприємств. В цьому випадку програмний код перебуває у власності друкарень і розташовується на орендованому ними хостингу та серверах. Іноді такі Web-to-Print-рішення є складовою частиною великих програмних проектів підприємства, що включають АСУП (автоматизовані системи управління підприємством), CRM (програму управління клієнтською базою) та інструменти з контролю та управління усіма робочими, кадровими, фінансовими, управлінськими, складськими, транспортно-логістичними та іншими процесами на підприємстві.
2) Web-to-Print на базі рішень сторонніх IT-фірм, що надають ПЗ в оренду за принципом Software as a Service (SaaS). У цьому випадку саме IT-фірми є власниками ПЗ Web-to-Print. Вендори ПО надають клієнтам інтеграцію з платіжними системами, в яких у друкарень є свої акаунти. Гроші від замовника безпосередньо надходять друкарні, а ті щомісяця перераховують IT-фірмі фіксовані орендні платежі та обумовлений відсоток за виконані замовлення.
Принцип SaaS в поліграфії почав втілюватися в життя паралельно з удосконаленням хмарних Інтернет-технологій.

## Парадигма ринку Web-to-Print в Україні
Обсяг поліграфічних послуг в Україні останнім часом знижується. При цьому кількість поліграфічних замовлень, що розміщуються через Інтернет, зростає. Перехід процесу замовлень поліграфії в онлайн за принципом Web-to-Print дав змогу вдихнути в галузь нове життя.
Поліграфічна продукція залишається найважливішим каналом маркетингової комунікації. І навіть з урахуванням активного розвитку альтернативних комунікаційних платформ, зокрема Інтернету, поліграфічні вироби окремих товарних груп (візитівки, листівки, флаєри, хенгери, пластикові карти, багатосторінкові каталоги) не втратили популярність.
Більш того, виявилося, що традиційна поліграфія цілком успішно може співіснувати з Інтернетом і завдяки його можливостям отримувати додатковий імпульс для розвитку.
До розміщення замовлень через Інтернет за принципом Web-to-Print вдаються різні категорії користувачів:
- фізичні особи;
- представники корпоративного сектору;
- різні посередники.

Серед компаній, що залучають поліграфічні замовлення через Інтернет:
- друкарні, які друкують замовлення і залучають частину з них через Інтернет за допомогою власних сервісів (як правило, замовлення з онлайн друкуються в збірних накладах).

- Інтернет-ресурси з формування і друку збірних накладів.

- Інтернет-ресурси із залучення одиничних замовлень онлайн.

- Друкарні та рекламні агенції, які, прагнучи заробити, перерозміщують на сервісах збірних накладів замовлення (ті, що самим друкувати не вигідно).

- Посередники без обладнання і агрегатора замовлень через Інтернет, що знаходять замовлення в офлайн, але перерозміщують їх онлайн.

Варті уваги Інтернет-ресурси із залучення одиничних замовлень онлайн. В Україні зустрічаються досить якісні клієнтські сервіси. Нерідко з елементами оффлайн (тобто з клієнтською підтримкою по телефону), можливістю замовити макет. Такі агрегатори виграють за рахунок потужного інтерфейсу та широкого асортименту, наявності шаблонів для самостійного виготовлення макета візитки, флаєра, листівки, а іноді і більш складної продукції.
Чимало відомих Інтернет-агрегаторів поліграфічних замовлень володіють власним друкарським обладнанням. Як правило, продуктивними системами цифрового друку, що дають змогу оперативно виготовляти типовий набір продукції малими та середніми накладами.
Інтернет-ресурси із формування та друку збірних тиражів нерідко мають в назві слово «збірка» і формують збірні тиражі, які теоретично можуть розміщувати в будь-якій друкарні офсетного друку, що має обладнання потрібного формату.
Друкарень, які друкують замовлення та залучають частину з них через Інтернет за допомогою власних сервісів зовсім небагато, тому що водночас працювати і в онлайн, і в офлайн для друкарні досить нелегко.

## Переваги розміщення друкарських замовлень за принципом Web-to-Print
Економія часу та коштів друкарні та замовника.
При проходженні поліграфічного замовлення в Мережі реалізовано один з основних принципів Інтернет-поліграфії (Web-to-Print): замовлення розміщуються в автоматичному режимі, участь менеджера мінімальна, а доставляння поліграфічної продукції відбувається безпосередньо за адресою, вказаною замовником.
Для друкарні залучення замовлень за принципом Web-to-Print — шлях знизити операційні витрати та можливість продати продукцію замовникові дешевше, отже підвищити його лояльність. При проходженні замовлення онлайн накладні витрати менше, тому що немає потреби платити менеджеру за час.
Легкість процедури замовлення
Зазвичай при розміщенні замовлення за принципом Web-to-Print потрібно вибрати виріб, термін виготовлення, тип покриття, паперу, оплатити замовлення та вказати спосіб (адресу) доставки.
За допомогою «Конструкторів візитівок, флаєрів тощо», агрегатованих із сервісами Web-to-Print для сегменту В2С, кожен бажаючий може виготовити простий макет.
Допомога для новачків у поліграфії
Основні вироби, які можна замовити за принципом Web-to-Print, як правило прекрасно візуалізовані на головних сторінках агрегаторів таких замовлень, іноді навіть у 3D-проєкції, а натиснувши на іконку з відповідним виробом, нерідко можна отримати більш детальну інформацію про кожний продукт і перейти безпосередньо до процедури замовлення.
Процес замовлення поліграфії Онлайн може бути захоплюючим
Для обізнаної в поліграфії людини Інтернет-сервіс із залучення замовлень — швидше робочий інструмент, за допомогою якого треба вибрати потрібний тип продукції і замовити його, керуючись різними цілями — споживчими властивостями або, наприклад, маржею, якщо клієнт сервісу Web-to-Print — посередник.
А ось люди, які замовляють поліграфію час від часу, на сайті з якісним дизайном та з цікавим інтерфейсом можуть настільки захопитися, що стануть справжніми фанатами поліграфії.